# Caio Junqueira
Caio Junqueira de Lima Torres (Río de Janeiro, 15 de noviembre de 1976 - Río de Janeiro, 23 de enero de 2019) fue un actor brasileño. Era hijo del actor Fábio Junqueira y hermano del actor Jonas Torres. Después de varias apariciones en telenovelas de la Rede Globo, se destacó en 2004 en la nueva versión de La esclava Isaura, donde interpretó el abolicionista Geraldo. En 2010 interpretó su primer protagónico en la telenovela Ribeirão do Tempo.

## Biografía
En 1985, a la edad de nueve años, debutó en Rede Manchete junto a actores como Diogo Vilela, William Osty y Zezé Polessa en el programa humorístico Tamanho Família. Después pasó a Rede Globo para participar, junto a su medio hermano Jonas Torres, en la serie Armação Ilimitada. Desde entonces, desarrolló una gran actividad en cine, teatro y televisión. También en Globo, participó en Desejo, Barriga de Aluguel, A Viagem, Engraçadinha: Seus Amores e Seus Pecados, Malhação, Hilda Furacão, Chiquinha Gonzaga, Aquarela do Brasil, Um Anjo Caiu do Céu, O Quinto dos Infernos, El clon y Um Só Coração. También apareció en episodios de series como A Vida Como Ela É, Brava Gente y Sexo Frágil. En 2004, se destacó por su interpretación de la nueva versión de la novela La esclava Isaura, donde interpretó al abolicionista Geraldo, el mejor amigo del protagonista y tratando de salvar los puntos de vista de la mimada de Malvina. 
Participó en una decena de cortometrajes y 15 largometrajes, incluyendo, entre otros, Zuzu Angel, Abril Despedaçado, Quase Nada, For All - O Trampolim da Vitória; y los nominados al Oscar Central do Brasil (1998) y O Que É Isso, Companheiro? (1997). El actor recibió el premio al actor revelación del Festival de Gramado de 1997 por la película Buena Sorte (1996). Una de sus obras de mayor expresión y proyección pasó con su participación en la película Tropa de Elite, lanzado en 2007, en la que interpretó el aspirante Neto Gouveia - uno de los personajes centrales de la película. La película, que creó gran polémica y llamó la atención de los medios incluso antes de su estreno, trajo a Caio de vuelta a la TV. En 2007, el actor hizo un cameo en la novela Tropical Paradise y el personaje principal del programa Linha Direta Justiça, interpretando el Cabo Anselmo, ambos en Globo.  Entonces fue contratado en la telenovela Desejo Proibido, donde interpretó al ingeniero Gaspar. 
En 2008, subió al escenario, junto a Wagner Moura y un gran elenco, interpretando a Horacio en una nueva producción de la obra Hamlet, de William Shakespeare.  También en 2008, comenzó las grabaciones de la serie de televisión A Lei e o Crime, que se emitió en la primera mitad de 2009. En 2010, interpretó a Joca, protagonista de Ribeirão do Tempo. En 2018, participó en la serie El Mecanismo en el papel de Ricky, cónyuge de Shayenne. 
El 16 de enero de 2019, sufrió un grave accidente de coche en el Aterro de Flamengo, y fue trasladado al Hospital Municipal Miguel Couto en estado grave. Murió una semana después, en la madrugada del 23 de enero.

## Filmografía

### Televisión
| Año     | Título                      | Personajes                       | Notas                                                                                               |
| ------- | --------------------------- | -------------------------------- | --------------------------------------------------------------------------------------------------- |
| 1985–86 | Tamaño familia              | Apinajé                          | |
| 1988    | Grupo Escolacho             | Juca                             | Especial de fin de año                                                                              |
| 1990    | Deseo                       | Quidinho                         | Episodio: "27 de mayo"                                                                              |
| 1990    | Vientre de alquiler         | Tiago Paranhos (Tatau)           | |
| 1994    | Confesiones de adolescentes | José Roberto (Kill)              | Episodio: "Libertad tiene Límite"                                                                   |
| 1994    | El viaje                    | Pedro Bala                       | Episodio: "4–19 de agosto"                                                                          |
| 1995    | Engraçadinha                | Leleco                           | |
| 1996    | Usted Decide                | Heitor / Tico / Wallace          | Episodio: "El Pátrio Poder" Episodio: "Testifica de acusación" Episodio: "El hijo de la madre"      |
| 1996    | La vida como ella es...     | Eusébio                          | Episodio: "El Delicado"                                                                             |
| 1998    | Hilda Huracán               | Demétrio                         | |
| 1998    | Malhação                    | Flávio Vianna (Pururuca)         | Temporada 4                                                                                         |
| 1998    | Usted decide                | Diogo / Carlinhos / Mateus       | Episodio: "Ligeramente embarazada" Episodio: "La primera vez de Carlinhos" Episodio: "El Lobisomem" |
| 1999    | Chiquinha Gonzaga           | João Gualberto Gonzaga de Amaral | |
| 2000    | Brava gente                 | Adroaldo                         | Episodio: "Mientras la noche no llega"                                                              |
| 2000    | Aquarela do Brasil          | Paulo                            | Episodio: "19–22 de septiembre"                                                                     |
| 2001    | Un ángel cayó del cielo     | Adolfo Braga y Nunes (Adolfinho) | |
| 2001    | El clon                     | Pedrinho                         | Episodio: "11 de diciembre"                                                                         |
| 2002    | El quinto de los infiernos  | Diogo                            | |
| 2003    | Sexo frágil                 | Ricardinha                       | Episodio: "La fuente de la juventud"                                                                |
| 2004    | Un Sólo Corazón             | Oswald de Andrade Hijo (Nonê)    | Episodio: "6 de enero"                                                                              |
| 2004    | La esclava Isaura           | Geraldo Villela                  | |
| 2007    | Paraíso Tropical            | Romeu                            | Episodio: "30 de abril–12 de mayo"                                                                  |
| 2007    | Deseo prohibido             | Dr. Gaspar Martins               | |
| 2009    | La ley y el crimen          | Homero Días                      | |
| 2010    | Río de Intriga              | João Carlos Pelago (Joca)        | |
| 2013    | José de Egipto              | Simeón                           | |
| 2014    | Milagros de Jesús           | Simón Pedro                      | Episodio: "A Pesca Maravillosa"                                                                     |
| 2015    | Consejo tutelar             | Robson                           | Temporada 2                                                                                         |
| 2016    | 1 contra todos              | Detective Jonas Cerqueira        | Temporada 1                                                                                         |
| 2018    | El mecanismo                | Henrique Villa Verde (Ricky)     | Temporada 1                                                                                         |

### Cine
| año  | título                                    | papel          |
| ---- | ----------------------------------------- | -------------- |
| 1997 | - El Trampolín de la Victoria             | Miguel         |
| 1997 | ¿Qué es esto, compañero?                  | Julio          |
| 1998 | Central do Brasil                         | Moisés         |
| 1999 | gemelo                                    |                |
| 2000 | Casi nada                                 | Ernane         |
| 2001 | Abril despedido                           | Ignacio        |
| 2002 | ¡Que sea lo que Dios quiera!              | nando          |
| 2002 | ¡Viva Zapato!                             | Jobson         |
| 2003 | Apolonio Brasil, el campeón de la alegría | joven Apolonio |
| 2006 | Zuzu Angel                                | Alberto        |
| 2007 | Tropa de élite                            | Neto Gouveia   |
| 2016 | Los milagros de Jesús - La película       | Pedro          |

## Teatro
- 2005 - "El justo" Albert Camus
- 2008 - "Hamlet" de Shakespeare. * Dirección: Aderbal Freire-Filho